# Pomponio Nenna
Pomponio Nenna (Bari, bautizado el 13 de junio de 1556 - Roma, 25 de julio de 1608) fue un compositor napolitano italiano del Renacimiento. Se le recuerda principalmente por sus madrigales ―que fueron influenciados por Carlo Gesualdo― y por sus motetes sagrados policorales, publicados póstumamente como Sacrae hebdomadae responsoria en 1622.

## Biografía
Pomponio Nenna nació en Bari, una villa situada en la región de Puglia, en el extremo sudeste de Italia. Su padre, Giovanni Battista Nenna, era un funcionario de la villa, y fue el autor de Il Nennio: nel quale si ragiona di nobiltá, un libro acerca de la nobleza y el carácter, publicado en 1542.
Pomponio Nenna probablemente estudió con Stefano Felis en Bari. En 1574 publicó su primera música, cuatro villanellas que se incluyeron en las colecciones de Villanelle alla napolitana, editado por Giovanni Jacopo de Antiquis, quien también puede haber sido uno de sus maestros de música. En 1582, Nenna dedicó su primer libro de madrigales a Fabrizio Carafa (duque de Andria, cerca de Bari). Fabrizio había nombrado a Nenna como su sucesor. Sin embargo, en 1590, el compositor Carlo Gesualdo descubrió a Fabrizio Carafa in flagrante delicto con la esposa del compositor. Gesualdo mató con sus propias manos al duque y a su infiel esposa en uno de los asesinatos más famosos de la historia de la música. No obstante, Nenna parece haber mantenido su relación amistosa con Gesualdo, y siguió dedicándole música. Se debe tener presente que Gesualdo era también príncipe de Venosa, por lo que esta puede haber sido la postura política más prudente que Nenna pudo asumir.
Entre 1594 y 1599, Nenna trabajó en la corte de Gesualdo. Siempre se creyó que Gesualdo ―que en esa época era un compositor amateur― podría haber estudiado con Nenna; pero estudios musicológicos más recientes sugieren que la influencia puede haber sido a la inversa: Nenna se inspiró en Gesualdo.
Se desconocen las actividades de Nenna en la primera década del siglo XVII, pero lo más probable es que entre 1606 y 1607 vivió en Nápoles ―en un libro manuscrito de discursos aparece una mención acerca de que Nenna participó con talento en una partida de ajedrez en Nápoles en 1606―.
Hacia 1608 Nenna se mudó a Roma.
En abril de 1600, Leonora d'Este, la segunda esposa de Gesualdo, escribió una carta de recomendación a favor de Nenna para su hermano, el entonces cardenal Alessandro d'Este en Roma. Por lo tanto, puede haber sido su conexión familiar con la familia D'Este lo que le permitió viajar de manera rentable a Roma.
Murió el 25 de julio de 1608 en Roma.

## Música e influencia
Nenna siguió las tendencias estilísticas napolitanas de la época. Tomó prestadas ideas de la obra de Giulio Caccini, y desde luego intercambió ideas musicales con Gesualdo. Algunos de madrigales de Nenna también hacen uso del estilo antifonal del compositor Andrea Gabrieli.
Nenna escribió ocho libros de madrigales. Sin embargo, no existe ninguna copia del segundo y el tercer libro. Debido a esto, el cambio desde el estilo anterior expuesto en el primer libro de madrigales hasta el estilo más maduro del cuarto libro es un poco chocante.
Su uso del cromatismo y de un lenguaje musical altamente imitativo es experimental para su época, y refleja la influencia de la obra de Gesualdo, lo que indica una estrecha relación de trabajo entre los dos. Nenna utiliza la disonancia para construir tensiones que reflejan estrechamente las pasiones expresadas en los textos, y emplea patrones melódicos y rítmicos imitativos entre las partes a medida que avanzan hacia los puntos de conflicto, que con frecuencia se resuelven de manera repentina.
Las estructuras cromáticas son a veces sorprendentes, como en el principio de La doglia mia s'avanza, cuyos acordes introductorios pasan de sol menor a fa sostenido mayor, luego a re menor y finalmente a do sostenido mayor, comenzando una serie de figuras cromáticas descendentes. En L’amoroso veleno, las voces utilizan pequeñas escalas cromáticas ascendentes para imitar el movimiento del veneno que se arrastra lentamente hacia el corazón de la víctima.
Curiosamente, en más de un madrigal, Nenna utiliza una frase repetida: «Vita de la mia vita» (‘vida de mi vida’), al parecer como una especie de firma auditiva, o tal vez como una referencia velada a una persona específica.
El quinto libro de madrigales fue dedicado a su mecenas, Fabritio Branciforte, mientras que el sexto fue dedicado a Diana Vittoria Carafa, la viuda del seductor de la esposa de Gesualdo. El octavo libro, publicado en 1618, fue editado en Roma por Ferdinando Archilei, doctor en leyes, músico aficionado y amigo de Nenna, y este hecho podría sugerir que Nenna no vivió para ver su publicación.
También escribió música coral sacra, incluyendo los responsorios Ténebrae ―para interpretar durante la Pascua―, y una lista de salmos, todos los cuales muestran un enfoque digno y sobrio, muy en consonancia con el estilo napolitano de la música litúrgica, y el reflejo de la labor de la hermanos Anerio y Gesualdo.

## Obras

### Madrigales
Il primo libro de madrigali a cinque voci (‘primer libro de madrigales’), de 1613
1. "Eccomi pronta ai baci" (estoy lista para los besos).
2. "Candida man ti bacio" (Cándida, cómo te beso).
3. "Se la doglia e 'l martire" (si el dolor y la mártir).
4. "Ancide sol la morte" (mata solo la muerte).
5. "I tene miei sospiri" (las cadenas de mis suspiros).
6. "Qual fora a donna" (cuál fuera la mujer).
7. "Vedrò il mio sol - O mia luce o mia gioia" (veré a mi sol, ¡oh, mi luz y mi alegría!).
8. "Voi negate ch'io v'ami" (tú niégate, que yo a ti te amo).
9. "Asciugate i begli occhi" (seca los bellos ojos).
10. "S'allor che più sperai" (s'allor que más espera).
11. "Ancide sol la morte" (mata solo la muerte)
12. "Vivo mio sol tu giri" (yo vivo mi sol tus giros).
13. "Ahi, dispietata e cruda" (¡ay, despiadada y cruel).
14. "La mia doglia s'avanza" (mi dolor se adelanta).
15. "Il tuo dolce candore" (tu dulce candor).
16. "S'io taccio il duol s'avanza" (si me callo el dolor avanza).
17. "Voi bramate ch'io more" (tú grita que yo muero).
18. "Se gli occhi vostr'io miro" (si los ojos tuyos yo miro).
19. "Sospir che dal bel petto" (los suspiros que da el bello pecho).
20. "Ripiglia Ergasto - Aure liete e soavi" (reanuda Ergasto, auras felices y dulces).

El primer libro de madrigales también contiene madrigales de Stefano Felis. En 1621 Charles Milanuzzi añadió al libro la parte del «continuo»
Cuarto libro de madrigales a cinco voces ("Il quarto libro de madrigali à cinque voci"), 2/1609, 1/1597?).
1. "Ahi dispietata vita" (ah, vida despiadada).
2. "Cruda Donna e pietosa" (mujer cruel y piadosa).
3. "O Donna troppo cruda e troppo bella" (oh, mujer demasiado cruel y demasiado bella).
4. "S'io vivo" (si yo vivo).
5. "Ma se da voi" (pero si de ti).
6. "Deh s'io v'ho dato il core" (ah, si yo te he dado mi corazón).
7. "Ecco o mia dolce pena" (ese es mi dulce o castigo).
8. "Lumi miei cari Lumi" (Lumi mía, querida Lumi).
9. "Volgete a me quei fugitivi rai" (dirige a mí esos fugitivi rayos).
10. "Vuoi tu dunque partire?" (¿quieres tú por eso partir?).
11. "Non mi duol che non m'ami" (no me duele que no me ames).
12. "O gradite o sprezzate" (o te gusta o lo desprecias).
13. "Che fai meco mio duolo" (¿qué me haces con mi dolor).
14. "Apri il sen alle fiamme" (abre el seno a las llamas).
15. "Tu segui o bell'Aminta" (tú sigue, oh bella Aminta), texto de Clori
16. "Amoroso mio foco" (amoroso mi fuego).
17. "Invan cor mio tu brami" (en vano, corazón mío, tú bramas).
18. "Dovrò dunque morire" (¿deberé por lo tanto morir?).
19. "Parto io si, ma il mio core" (parto yo, sí, pero mi corazón...).
20. "Occhi miei che vedeste" (ojos míos que vieron).

Quinto libro de madrigales a cinco voces ("Madrigali à Cinque voci. Quinto Libro"), 1603
1. "Deh! scoprite il bel seno" (¡Eh! Descubre el bello seno).
2. "Mercè, grido piangendo" (piedad, grito llorando).

Sexto libro de madrigales a cinco voces ("Il sesto libro de madrigali à cinque voci"), 1607
1. "Andianne à premer 'latte" (vayamos a exprimir leche).
2. "Viviamo amianci, ò mia gradita Ielse" (vivamos amianci, oh mi bienvenida Ielse).
3. "Voi sapete ch'io v'amo" (tú sabes que yo a ti te amo).
4. "Ch'io non t'amo cor mio - Ma se tu sei quel core" (que yo no te amo, corazón mío, pero si tú eres aquel corazón).
5. "Legasti anima mia" (llegaste, alma mía).
6. "Chi prende Amor a gioco" (¿quién se toma el amor en broma?).
7. "Non può vana dolcezza - Del mio bel ciel sereno" (no puedo vana dulzura, de mi bello cielo sereno).
8. "Se non miro io mi moro" (S'io non miro non moro). (si no miro yo me muero; si yo no miro no me muero).
9. "Perch'io restasi in vita" (¿por qué yo quedé con vida?).
10. "Ardo misero amante - Et mi'è si dolce" (ardo, mísero amante, y mi è es dulce).
11. "Mentre ch'all'aureo crine" (mientras que a la dorada crin).
12. "Temer donna non dei" (temeré a la mujer, no a los dioses).
13. "Ecco ò dolce, ò gradita" (eso, oh dulce, oh bienvenida).
14. "Filli mentre ti miro" (Fili, mientras te miro).
15. "Quella candida mano" (aquella cándida mano).
16. "Amorosetto meo" (amorsito mío).
17. "Così bella voi sete " (qué cosa bella tú eres).
18. "Felice era il mio core" (feliz era mi corazón).

El séptimo libro de madrigales a cinco voces ("Il settimo libro de madrigali à cinque voci"), 1608
1. "S'egli è ver ch'io v'adoro" (si él es ver que yo a ti te adoro).
2. "Godea del sol i rai" (goza del sol los rayos).
3. "In due vermiglie labra" (en dos rojos labios).
4. "Con le labra di rose" (con los labios de las rosas).
5. "Havera per la sua ninfa" (habrá por su ninfa).
6. "Che non mi date aita" (que no me diste ayuda).
7. "Occhi belli ch'adoro" (ojos bellos que adoro).
8. "Filli mia s'al mio seno" (Filli mía, que estás en mi seno).
9. "Coridon del tuo petto" (coridón de tu pecho).
10. "L'amoroso veleno" (el amoroso veneno).
11. "Non veggio il mio bel sole" (no veo a mi hermoso sol).
12. "Sospir, baci, e parole" (suspiros, besos y palabras).
13. "Filli cor del mio core" (Filli, corazón de mi corazón).
14. "Ardemmo insieme bella donna, ed io" (ardemos juntos la bella mujer y yo).
15. "Suggetemi suggete" (sujétame, sujeta).
16. "Ove stavi tu auvolto" (¿dónde estaba tu rostro?).
17. "Fuggite pur fuggite" (huiste y sin embargo huías).
18. "Scherzava Amor, e Cori" (él bromeó amor y cori).
19. "Amorosetto Neo" (amorosito nuevo).

Octavo libro de madrigales a cinco voces ("L'ottauo libro de madrigali à cinque voci"), 1618
1. "Leggiadra pastorella in treccle d'oro" (ágil pastorcita con trenzas de oro).
2. "Tosto ch'in don' gli chieggio" (tan pronto ch'in don 'el crave).
3. "Rid' il ciel' rid' il sole" (ríe el cielo, ríe el Sol).
4. "All'apparir de sole" (al aparecer el Sol).
5. "Già sospirai d'amore" (ya suspiré de amor).
6. "Incenerit è l'petto" (incinerado está el pecho).
7. "Il Ciel ti guardi amorosett' Armilla" (el cielo te mira, amorosita Armilla).
8. "Piccioletta farfalla" (pequeñita mariposa).
9. "Lasso ch'io moro" (lasso que yo muero).
10. "Tolse dal Ciel' due stelle" (tomó del cielo dos estrellas).
11. "Donna questo mio core" (mujer, este corazón mío).
12. "Si gioioso mi fanno i dolor miei" (si feliz me hace el dolor mío).
13. "Filli non voi ch'io dica" (filli no te digo).
14. "O man' candid' e cara" (oh, mi cándida y querida).

El octavo libro también contiene los siguientes madrigales de otros compositores:
1. "E così vago il pianto", de Geruasio Melcarne (y así vago el llanto).
2. "Quando l'alba novella", de Gesualdo (cuando el alba nueva).
3. "Quando mia cruda sorte", de Geruasio Melcarne (cuando mi cruel suerte).
4. "All'ombra degl'allori", de Gesualdo (a la sombra de los otros).
5. "Come vivi cor mio", de Gesualdo (cómo vives corazón mío).

Symphonia angelica di diversi eccellentissimi musici (sinfonía angélica de diversos excelentísimos músicos), 1585.
- "Torno amato mio bene" (vuelvo amado, mi bien).

Del signor Alessandro di Costanzo... Il primo libro de' madrigali à quattro voci (primer libro de madrigales a cuatro voces), 1606.
- "S'io taccio il duol s'avanza" (si callo el dolor avanza).

Madrigals by Pomponio Nenna. Christ Church: MS Mus. 37 Richard Goodson Sr. Manuscript
- "Madonna poi ch'ancider mi volete" (señora, pues que matarme quiere).

### Bicinias
Bicinia sive cantiones suavissimae duarum vocum (canciones suavecísimas a dos voces), 1609.
- [canción no registrada].

### Villanelas
Il secondo libro delle villanelle alla napolitana a tre voci (segundo libro de villanelas napolitanas a tres voces), 1574.
- "Signora, io penso" (señora, yo pienso).

### Motetes
Sácrae hebdomadae responsoria (responsorios semanales sacros), 1622.
1. "In monte Oliveti"
2. "Tristis est anima mea"
3. "Ecce ij videmus"
4. "Amicus meus osculi"
5. "Iudas mercator"
6. "Vnus ex discipulis"
7. "Eram quasi agnus innocens"
8. "Vna hora non posuistis"
9. "Seniores populi"
10. "Omnis amici mei"
11. "Velum templi"
12. "Vinea mea"
13. "Tanquam ad latronem"
14. "Tenebrae factae sunt"
15. "Animan meam"
16. "Tradiderunt me"
17. "Iesum tradit impius"
18. "Caligaverunt"
19. "Sicut ovis"
20. "Hierusalem surge"
21. "Plange quasi virgo"
22. "Recesit pastor noster"
23. "O vos omnes"
24. "Ecce quomodo moritur"
25. "Astiuerunt reges"
26. "Estimatus sum"
27. "Sepulto Domino"

Responsorij di Natale, e di Settimana Santa
1. "Hodie nobis caelorum"
2. "Hodie nobis de caelo"
3. "Que vidistis pastores"
4. "O magnum mysterium"
5. "Beata dei genitrix"
6. "Sancta et immaculata"
7. "Beata viscera"
8. "Verbum caro facta est"
9. "Te Deum laudamus"
10. "Benedictus"
11. "Miserere"
12. "In monte Oliveti"
13. "Tristis est anima mea"
14. "Ecce ij videmus"
15. "Amicus meus osculi"
16. "Iudas mercator"
17. "Vnus ex discipulis"
18. "Eram quasi agnus innocens"
19. "Vna hora non posuistis"
20. "Seniores populi"
21. "Omnis amici mei"
22. "Velum templi"
23. "Vinea mea"
24. "Tanquam ad latronem"
25. "Tenebrae factae sunt"
26. "Animan meam"
27. "Tradiderunt me"
28. "Iesum tradit impius"
29. "Caligaverunt"
30. "Sicut ovis"
31. "Hierusalem surge"
32. "Plange quasi virgo"
33. "Recesit pastor noster"
34. "O vos omnes"
35. "Ecce quomodo moritur"
36. "Astiuerunt reges"
37. "Estimatus sum"
38. "Sepulto Domino"
39. "O Domine Iesu Christe", de Tomaso Pucci di Benevento